# Göran Bjerendal
Göran Melker Bjerendal (* 21. Oktober 1951 in Mölndal, Västra Götaland) ist ein schwedischer Bogenschütze.
Bjerendal trat bei vier Olympischen Spielen an. 1980 in Moskau wurde er im Einzel 12; bei den Spielen 1984 erreichte er den 6. Rang und 1988 in Seoul platzierte er sich auf Rang 15. 1986 schließlich wurde er 34.
Mit der Mannschaft gelang ihm 1996 ein sechster Platz, nach Rang acht in Seoul.
Er startete für den Lindome Bågskytteklubb und ist der Bruder des Bogenschützen Gert Bjerendal.
1980 war er mit der Mannschaft Europameister und im Einzelbewerb Dritter gewesen; diese Platzierung erreichte er im Team auch 1986. Im selben Jahr war er Weltmeister; 1996 wurde er Dritter, vier Jahre später Zweiter der Titelkämpfe. Noch 2008 belegte er in der Weltrangliste der Feldbogenschützen Rang 18.